# Aritmia sinusale ventricolofasica
L'aritmia sinusale ventricolofasica  è un'aritmia cardiaca, un disturbo della conduzione cardiaca rilevata a livello del nodo del seno che si può osservare soprattutto durante il blocco atrioventricolare completo (chiamato anche di terzo grado) e in fasi dove l'impulso elettrico dei ventricoli viene a rallentarsi.

## Caratteristiche
- I cicli dell'onda P hanno una durata diversa a seconda della presenza o meno al loro interno di un complesso QRS;
- le diversità dei cicli comporta sincope

## Eziologia
Secondo alcuni autori la causa dell'anomalia è da imputarsi ad un'influenza del sistema nervoso autonomo sollecitato dai continui cambiamenti della gittata sistolica ventricolare.